# Procesión del Santo Entierro (Cartagena)

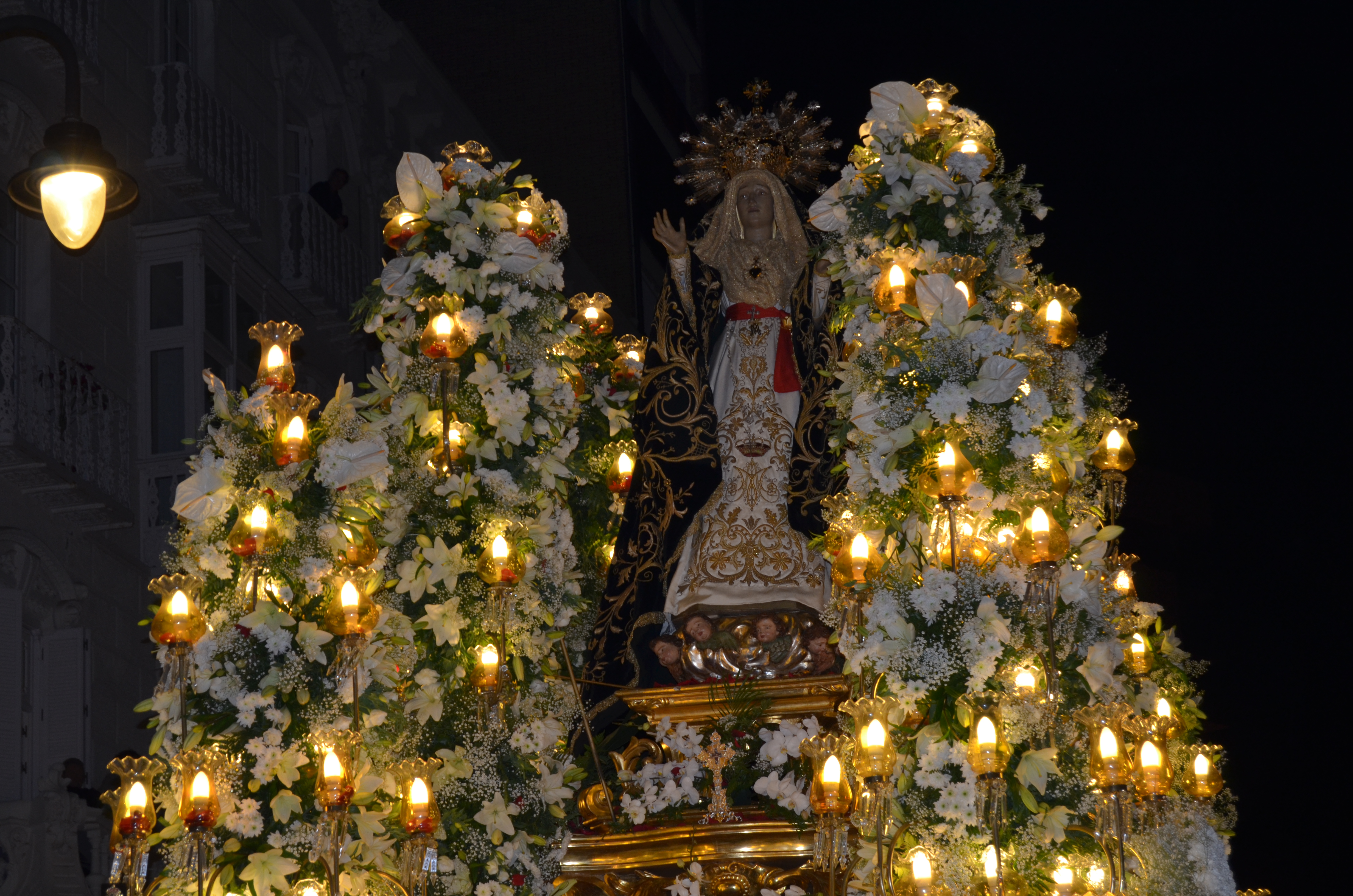
Trono de la Virgen de la Soledad (Cofradía Marraja)

Cada Semana Santa, en la noche del Viernes Santo, la Real e Ilustre Cofradía de Nuestro Padre Jesús Nazareno (conocida popularmente como Cofradía de los Marrajos o Cofradía Marraja) pone en la calle la procesión del Santo Entierro, una de las dos más antiguas de la ciudad de Cartagena, cuyas procesiones están declaradas, desde 2005, como de Interés Turístico Internacional.
Las procesiones cartageneras se caracterizan por seguir un orden cronológico en la narración de la Pasión, Muerte y Resurrección de Jesucristo, con lo que cada día procesionan distintas escenas en una sucesión narrativa que alterna en su organización a cuatro cofradías, de las cuales dos (Marrajos y Californios) tienen bajo su responsabilidad varios cortejos.
La procesión del Santo Entierro, en la noche de Viernes Santo, centra su discurso en la Muerte y Entierro de Cristo.

## Historia

### Los orígenes de la procesión: 1663-1880
La Cofradía Marraja tiene su origen, probablemente, en el comienzo del siglo XVII. Sin embargo, no sería hasta 1663 cuando recibió la encomienda de Juan Bravo, por aquel entonces Obispo de la Diócesis, la encomienda de organizar las procesiones de Viernes Santo, una responsabilidad que hasta poco antes y "desde tiempos remotos" había recaído en la Cofradía del Rosario, vinculada, como la del Nazareno, a la Orden de los Dominicos, en cuyo convento se encontraban ambas establecidas.

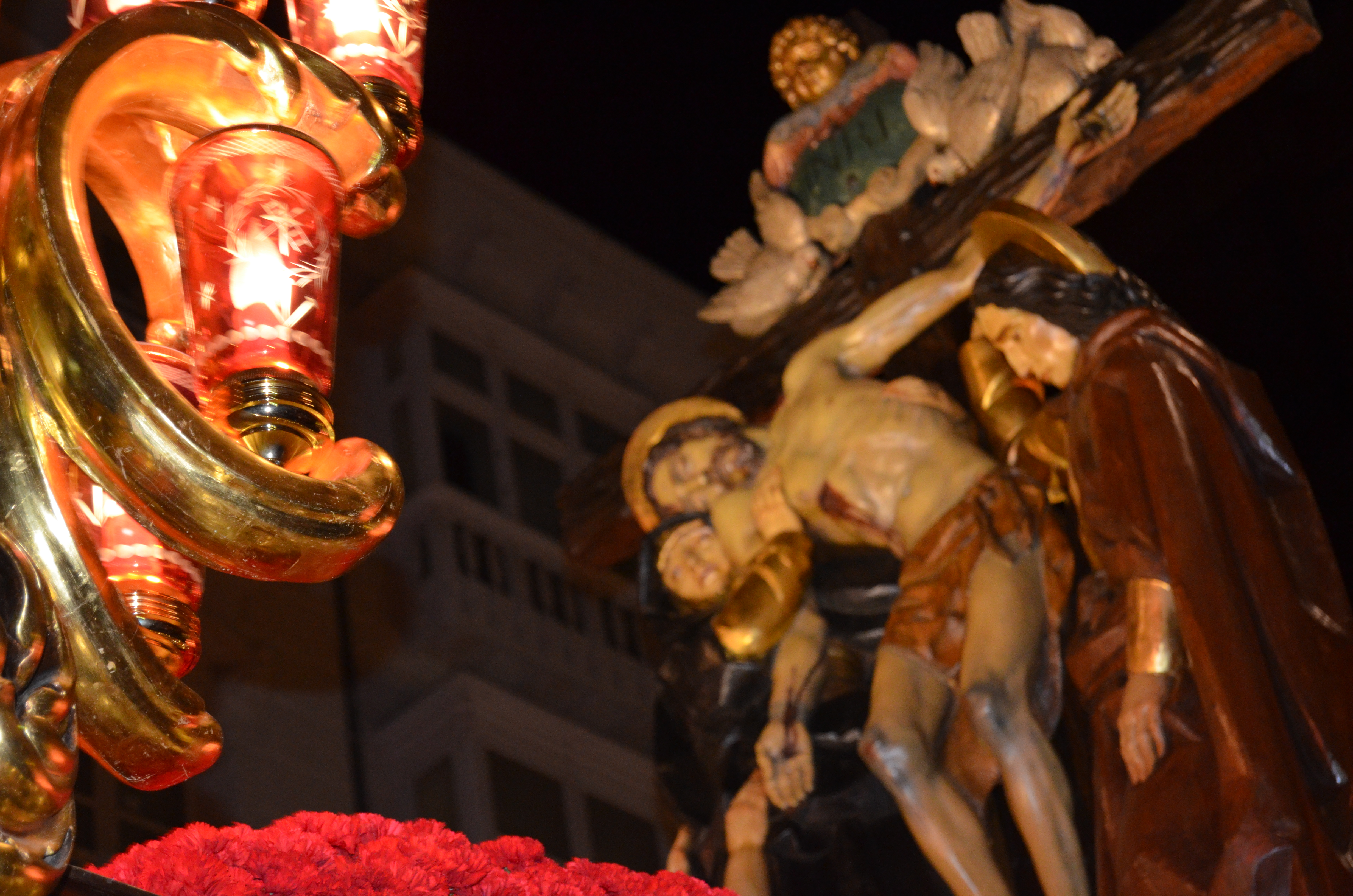
Grupo del Descendimiento de Capuz

En su origen, y según cuentan antiguos cronistas de Cartagena como Federico Casal Martínez, la procesión tenía como discurso narrativo la representación del Entierro de Cristo por las calles de la ciudad.
Partía de la iglesia de Santo Domingo, y formaba parte de la misma, como Titular de la procesión, una imagen articulada de Cristo que había sido desclavada durante la tarde de Viernes Santo en los oficios celebrados en la iglesia de Santo Domingo. Junto al Yacente componían el cortejo mortuorio los amigos y familiares de Jesús, como en cualquier otro entierro: Santa María Magdalena, Santa María Salomé, Santa María de Cleofás, San Juan Evangelista y la Virgen de la Soledad. Junto a éstos, un séptimo trono portaba la representación de la Vera Cruz.

### El cambio de discurso narrativo: 1880-1935

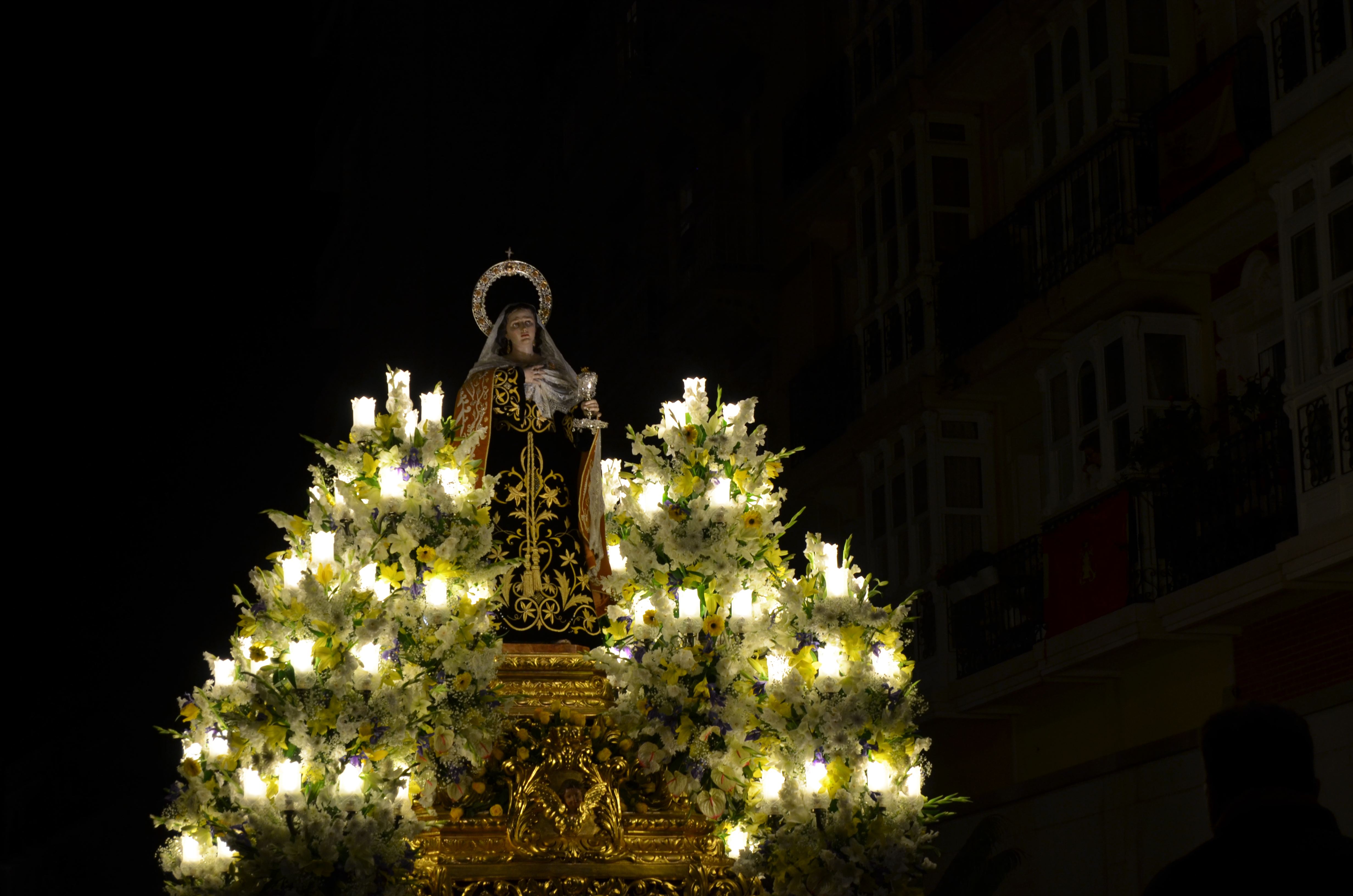
Trono de Santa María Magdalena (Marrajos)

Esta composición de la procesión se mantendría, con los posibles avatares del paso del tiempo, e incluso con la posibilidad de procesionar todos los tronos en función de cuestiones económicas, hasta 1880. Ese año el entonces cronista de Cartagena, Manuel González Huarques, plantea en la prensa la necesidad de modificar el esquema de las procesiones marrajas, incorporando tronos de grupo como el Descendimiento, o fusionando en un solo trono a las Santas Mujeres.
Por ello, y atendiendo a las sugerencias del mencionado Cronista, la Cofradía incorpora al año siguiente un Calvario, con el que por primera vez procesiona en Semana Santa un Crucificado en Cartagena. Para ello cuenta con la imagen anónima que estaba al culto en el Penal de la ciudad y que era de propiedad municipal. Dicha imagen estuvo atribuida de forma errónea durante muchos años a Juan Martínez Montañés y posteriormente se haría lo propio con Francisco Salzillo. Junto a ésta incorporaría otras de San Juan, María Magdalena y la Virgen, de menor valor. El Calvario procesionaría hasta 1895, y a partir del año siguiente quedaría tan solo el Crucificado como Cristo de la Agonía. A finales del siglo XIX desaparecería también de esta procesión el trono de las Santas Mujeres.
La siguiente incorporación definitiva a la procesión sería la de la Virgen de la Piedad, en 1906, en principio con una talla de Francisco Sánchez Araciel y, a partir de 1925, con la actual, obra de José Capuz, un autor que se convertiría en referente para los marrajos desde ese momento y que, un año después, realizaría una nueva imagen del Cristo Yacente.
En 1930, al no formarse ninguna agrupación que se hiciera cargo de su desfile, deja de procesionar la imagen de Santa María Magdalena, única superviviente de las de las Santas Mujeres que salía ocasionalmente en el Santo Entierro. Ese mismo año se da cumplida cuenta a una antigua aspiración que ya había expresado medio siglo atrás González Huarques: la incorporación de un grupo del Descendimiento, en este caso una excepcional obra salida de la gubia de José Capuz que mereció ser portada del diario ABC con motivo de su realización.
En 1934, una imagen del Titular de la Cofradía, Jesús Nazareno, pasaría a procesionar en el Santo Entierro. El motivo fue la necesidad de recuperar para la Procesión del Encuentro la antigua imagen del Titular, que la Cofradía había decidido sustituir en 1931 por una nueva talla de José Capuz, algo que no fue aceptado por la población ante la devoción que suscitaba la antigua, una imagen anónima, probablemente del siglo XVII. En 1931 también realizó Capuz una nueva talla de la Virgen de la Soledad.
Con dicha composición el cortejo del Santo Entierro llegaría hasta 1935 (en 1936 la situación política impidió la salida de las procesiones). Recordemos que hasta ese momento, la procesión, que seguía saliendo de la Iglesia de Santo Domingo, estaba formada por los tronos de Jesús Nazareno, Cristo de la Agonía, Descendimiento, Virgen de la Piedad, Cristo Yacente, San Juan Evangelista y Virgen de la Soledad. Junto a éstos, el carro bocina de la cofradía (Santo Cáliz) y los tercios de Granaderos y Soldados Romanos (conocidos popularmente en Cartagena como judíos).

### Hacia la actual configuración: 1940-1984
La Guerra Civil supone la destrucción o la desaparición de la mayor parte del patrimonio de las cofradías de Cartagena. En el caso marrajo, la iglesia de Santo Domingo fue asaltada en septiembre de 1936, y aunque no sufrió la destrucción patrimonial de la mayoría de los templos de la ciudad, la mayor parte de las imágenes marrajas desaparecieron en ese momento.

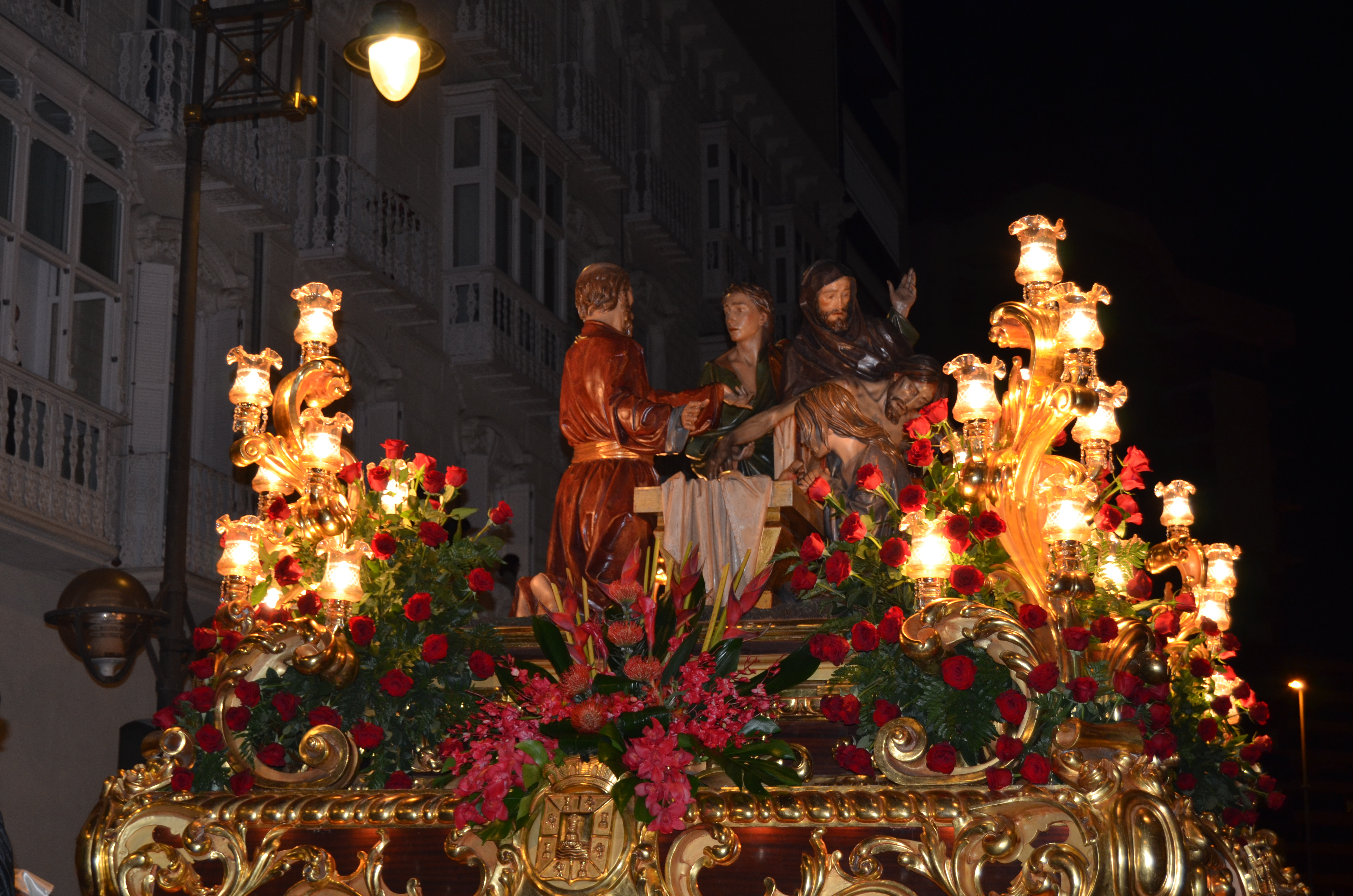
Trono y grupo del Santo Enterramiento del escultor Juan González Moreno.

De cara a la Semana Santa de 1940, la Cofradía consiguió algunas imágenes que desfilarían de forma provisional. Fue el caso del Titular, la imagen de San Juan y la de la Virgen de la Soledad, que realizó José Alfonso Rigal. En dicho año la procesión estuvo formada por los tronos del Cristo de la Agonía (utilizando una imagen anónima del siglo XVIII cedida por el Hospital de Caridad), la Virgen de la Piedad (José Capuz, que se había conservado), el Cristo Yacente (de José Capuz, que se había salvado al igual que la anterior), San Juan Evangelista y la Virgen de la Soledad (ambas imágenes provisionales realizadas por José Alfonso Rigal). Debido al estado que presentaba la iglesia de Santo Domingo, pasó a salir desde la de Santa María, una circunstancia que se haría ya definitiva desde entonces.
En 1943 se estrenarían tres imágenes. La del Cristo de la Agonía, tallado por el escultor barcelonés Carles Flotats y dos obras de José Capuz, San Juan Evangelista y la Virgen de la Soledad.
1950 presentaría dos novedades. De un lado se incorporaba nuevamente a la procesión del Santo Entierro, con el precedente de dos ocasiones antes de la Guerra Civil, la imagen del Titular de la Cofradía, Jesús Nazareno, una obra de José Capuz en 1945. La segunda la colocación a los pies del Cristo de la Agonía de la imagen de la Virgen Dolorosa que venía procesionando en la Madrugada y que había tallado en 1942 José Sánchez Lozano.
Habría que esperar hasta el final de esa década, 1959, para contar con una nueva incorporación, en este caso con el grupo del Santo Entierro, obra de Juan González Moreno. Tres años después, volvería a las procesiones marrajas la imagen de Santa María Magdalena, cuya imagen inicial fue obra del valenciano Efraín Gómez. La década de los sesenta culminaría con otra modificación patrimonial en esta procesión, al incorporarse al trono del Santo Cáliz las imágenes de los Cuatro Evangelistas realizados por Manuel Biot Rodrigo en 1969.
Las tres últimas incorporaciones a este cortejo vendrían a finales de los setenta y comienzos de los ochenta. En 1979 se crea una nueva agrupación, la de la Lanzada, que incorpora progresivamente, y a partir de ese año, las imágenes que componen su grupo, obra todas ellas de Antonio García Mengual. Y en 1984 las dos últimas, que dejarían la procesión con su configuración actual: de un lado se incorpora a la procesión del Santo Entierro el trono del Expolio, realizado dos años antes por el sevillano Juan Abascal y que inicialmente se había procesionado en la Madrugada; de otro la definitiva imagen de Santa María Magdalena, obra de José Hernández Navarro, dando por finalizado un período en que esta agrupación había procesionado varias imágenes.

## La procesión hoy

### Orden y composición

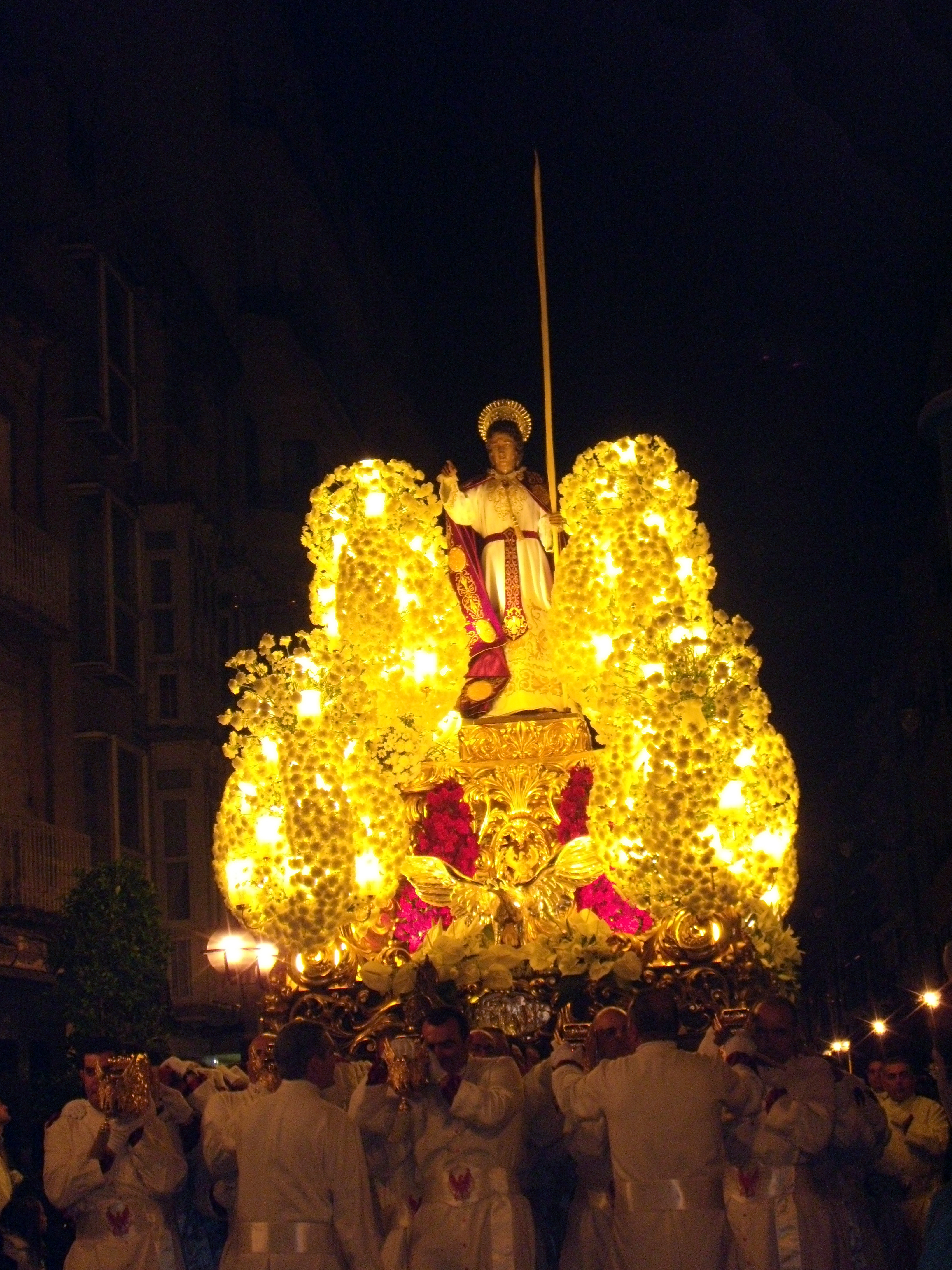
Trono de San Juan Evangelista (José Capuz)

La procesión del Santo Entierro parte de la iglesia de Santa María de Gracia a las 21 horas del Viernes Santo.
- Tras los guiones y el despeje de la Policía Local, que viste para la ocasión su uniforme de gala, desfila el tercio de Granaderos Cadetes, en el que un amplio número de niños viste el traje de los tradicionales granaderos.

- El primero de los tercios y tronos de la noche es el del Santo Cáliz, que desfila precedido por una antigua cruz procesional de la cofradía, del siglo XVII. El actual trono, obra de Manuel Orrico Gay en 1969, y que, como trono insignia o carro bocina abre las distintas procesiones de los Marrajos, está realizado en plata y porta relieves de los distintos grupos e imágenes de la cofradía. En su centro, y bajo un templete sustentado por columnas salomónicas, procesiona un cáliz, símbolo de la Pasión que figuró en el escudo de la cofradía hasta 1917. Fue realizado en 1925, siguiendo un diseño del pintor Francisco Portela de la Llera. Los Evangelistas que lo flanquean son obra del valenciano Manuel Biot Rodrigo en 1969.

- Tras el Cáliz es el turno de la Agrupación de Granaderos. Estos representan a los antiguos soldados de guarnición en la plaza, de los que hay constancia de su participación en las procesiones en el siglo XVIII, según los escritos de José de Vargas Ponce. Con la desaparición de la uniformidad de éstos y ante los avatares que presentaba su salida en procesión, las cofradías optaron por la creación de agrupaciones que, aun de composición civil, mantuvieran la estética tradicional. Los Granaderos marrajos llevan así las insignias de la Infantería de Marina, pues era éste el cuerpo que formaba parte de los antiguos desfiles.

- La imagen de Jesús Nazareno, como Titular de la Cofradía, procesiona en cabeza del cortejo del Santo Entierro. Obra de José Capuz en 1945, viste una túnica de terciopelo morado bordada en oro en 1973 por Ana Vivancos. Lo hace sobre un trono realizado en maderas nobles por la Casa Granda (Talleres de Arte, hoy Talleres de Arte Granda), de Madrid, un antiguo taller de escultura en el que trabajó el mismo Capuz.

- Continuando con el discurso narrativo, el Expolio de Jesús, la décima estación del Vía Crucis, es el siguiente trono en el orden de la procesión. Representa el momento en que un soldado romano desnuda a Jesús antes de su Crucifixión. Las dos imágenes son obra del profesor y escultor sevillano Juan Abascal Fuentes quien las realizó en 1982.

- Un Cristo Crucificado, el de la Santa Agonía procesiona a continuación. La imagen es obra del imaginero barcelonés Carles Flotats i Galtés quien la realizó en 1942 y aunque en principio procesionó en solitario, en 1950 pasó a formar grupo con una Dolorosa. La actual imagen de la Virgen, que recibe la advocación de la Amargura, es obra del valenciano Efraín Gómez Montón en 1964.

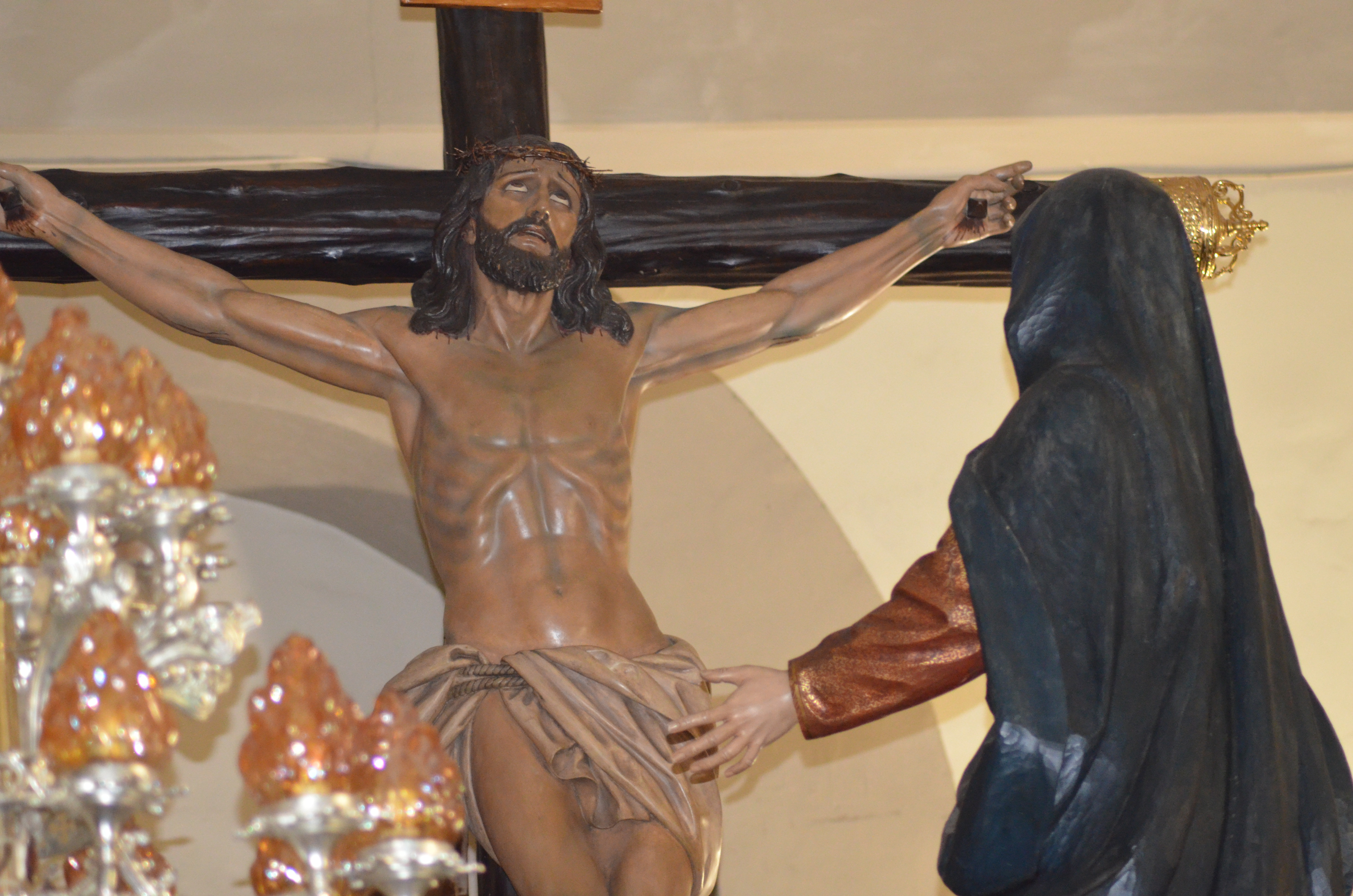
Grupo de la Santa Agonía

- En 1979 se incorporó un nuevo grupo a esta procesión. Se trata de la Lanzada, realizada por Antonio García Mengual y en el que Cristo, muerto en la cruz, acaba de recibir el impacto de la lanza del centurión Longinos, comprobando así que está realmente muerto. Este relato evangélico lo componen las imágenes de Cristo, Longinos a caballo, José de Arimatea, Santa María Magdalena, San Juan Evangelista y la Virgen.

- El singular grupo del Descendimiento (José Capuz, 1930) constituyó a su llegada a Cartagena toda una revolución. En el mismo, el escultor valenciano afincado en Madrid arriesga de forma notable, al plantear un grupo concebido como una sola pieza, como un relieve de gran formato, en lugar de la vistosa composición de toda una serie de imágenes individuales habitual en esta representación iconográfica en la Semana Santa española.

- José Capuz había realizado en 1925 su primera obra para esta cofradía. Se trató de la imagen de la Santísima Virgen de la Piedad, que tras procesionar el Lunes Santo en su propia procesión a los efectos de dar la posibilidad de acompañarla a miles de promesas, lo hace también formando parte del discurso narrativo del Santo Entierro en la noche de Viernes Santo.

- En 1959, Juan González Moreno entregaba el tercero de los grupos que bajo el nombre del Santo Entierro realizaría el escultor murciano a lo largo de su carrera. El de Cartagena es considerado (ref) el más logrado de todos ellos.

- La Agrupación de Soldados Romanos desfila tras el Santo Entierro. Los "judíos", como son conocidos popularmente en Cartagena, constituyen una de las estampas más típicas de las procesiones de la ciudad. Una de sus características más destacadas es la música que les acompaña, destacando especialmente la interpretación del "Perico Pelao", una antigua marcha para pífano.

- Y como lo viene siendo desde el principio, desde 1663, la imagen que preside la procesión del Santo Entierro es la de un Cristo Yacente, en este caso el esculpido por José Capuz en el año 1926 una imagen que, además, cuenta con un trono que realizara la Casa Granda (Talleres de Arte, S. A.) en el mismo año y en el que trabajaría el mismo Capuz. Un trono lleno de alegorías y en el que destaca sobremanera un ángel que ha formado parte, por sí mismo, de varias exposiciones sobre la escultura religiosa del siglo XX.

- Tras el Yacente, la única de las Santas Mujeres que "ha sobrevivido" a los avatares del tiempo como parte de la procesión del Santo Entierro: Santa María Magdalena, obra del imaginero José Hernández Navarro en el año 1984. Este trono, a diferencia de los anteriores, y como los dos siguientes, desfila a hombros de algo más de un centenar de portapasos.

- A continuación la imagen de San Juan Evangelista (José Capuz, 1943), una obra en la que se muestra el clasicismo renovado en la obra de su autor. Es una imagen de vestir y, como todas las anteriores, va precedida por un tercio de penitentes. En el caso de los de San Juan, presentan la peculiaridad de que la iluminación de las varas de orfebrería tallada conocidas en Cartagena como hachotes, están iluminados con gas butano, y no con luz eléctrica o con cera.

- Cierra la procesión el trono de la Santísima Virgen de la Soledad, obra de José Capuz en 1943. Esta imagen fue coronada canónicamente en mayo de 1995 y luce un manto de grandes dimensiones de terciopelo negro bordado en oro por la artesana local Consuelo Escámez en los años cincuenta del pasado siglo. Va escoltada por un piquete del Tercio de Levante de Infantería de Marina.

Tras la llegada de la procesión a la iglesia, el trono de la Santísima Virgen de la Soledad se volverá de espaldas, de forma que la imagen "se recoja" mirando a los miles de espectadores allí congregados mientras éstos entonan la Salve cartagenera.

### Itinerario
La procesión parte cada año a las nueve de la noche de la iglesia de Santa María de Gracia, toda vez que desde la Guerra Civil no es posible hacerlo desde la de Santo Domingo, donde está la capilla de la Cofradía.
Su recorrido actual es el compuesto por las calles y plazas siguientes:

Aire • Cañón • Mayor • Plaza de San Sebastián • Puertas de Murcia • Sagasta • Tolosa Latour • Carmen • Santa Florentina •

Plaza de Juan XXIII • Parque • Plaza de López Pinto • Serreta • Caridad • Plaza de Risueño • Duque • Plaza de San Ginés • 

San Francisco • Campos • Jara • Aire

Históricamente la procesión partía de Santo Domingo y se dirigía, a través de la calle Honda o la de Balcones Azules a rodear el antiguo convento franciscano (la actual Plaza de San Francisco), retornando por el eje de la calle Cuatro Santos hasta recogerse nuevamente en la calle Mayor. Aunque el convento fue derribado, la estructura del recorrido se mantuvo con ligeras variaciones.
Este recorrido histórico fue modificado en 1932, cuando se optó por seguir por Mayor, Puertas de Murcia, Santa Florentina, Parque, Serreta, Caridad, Duque, para enlazar con el recorrido histórico en Cuatro Santos (Cuatro Santos, Aire, Cañón, Mayor).
En los primeros años cincuenta se renunció a Cuatro Santos y se incorporó el paso por las calles San Francisco, Campos y San Miguel. Poco después se cambiaría San Miguel por Jara.
La última modificación fue en 1971, cuando se amplió con el paso por Jabonerías, Tolosa Latour y Carmen, dando lugar al peculiar paso del Icue (por el monumento existente en esa plaza), donde los tercios que suben por Jabonerías se encuentran con los que bajan de Carmen, dando lugar a una mayor dificultad técnica por la duplicidad de tambores.

## Patrimonio
Al margen de la imaginería, que ya ha sido comentada, existe un considerable patrimonio artístico en otras facetas que puede contemplarse en la procesión.

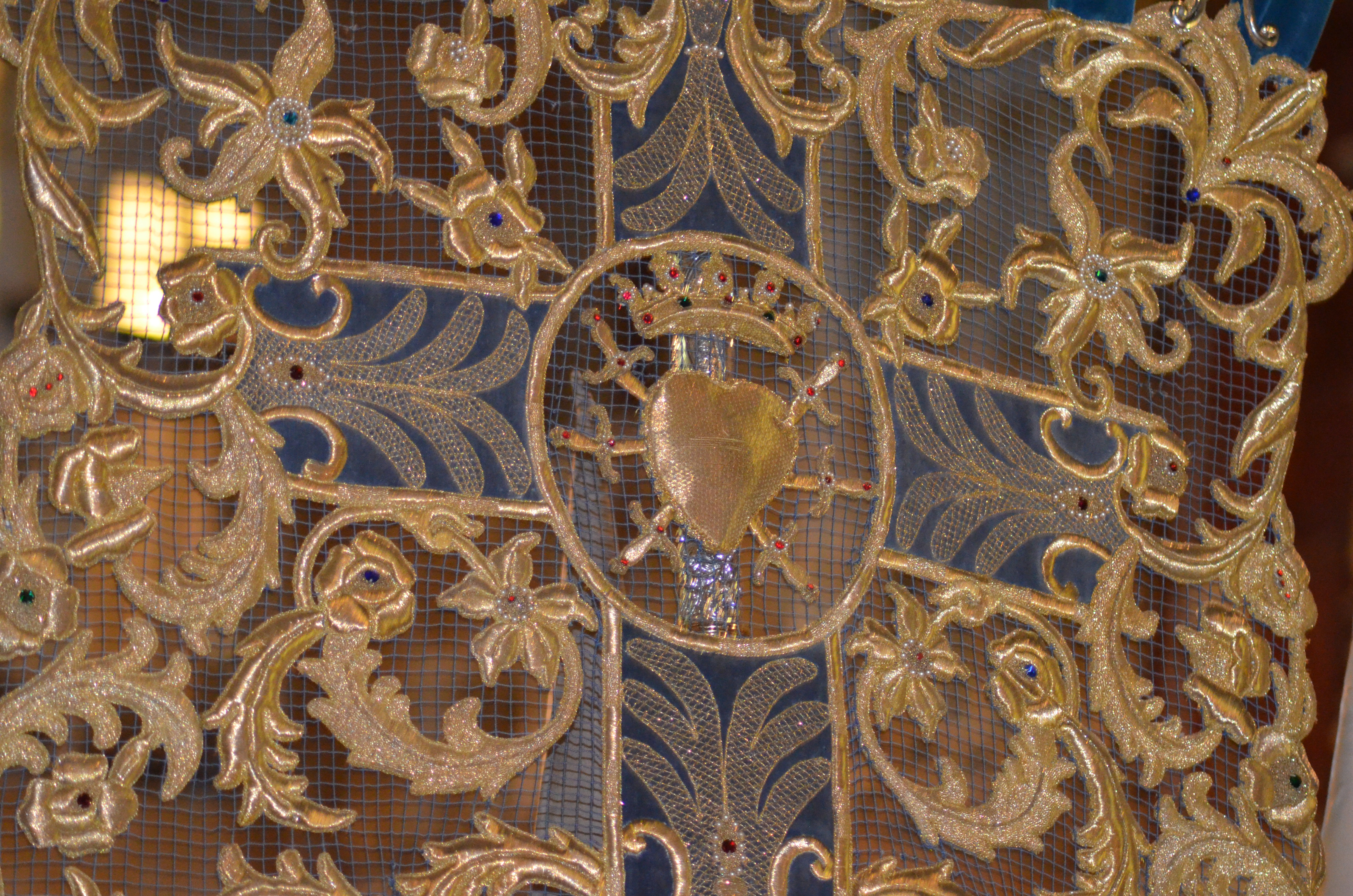
Sudario de la Agrupación de la Virgen de la Piedad.

### Bordados

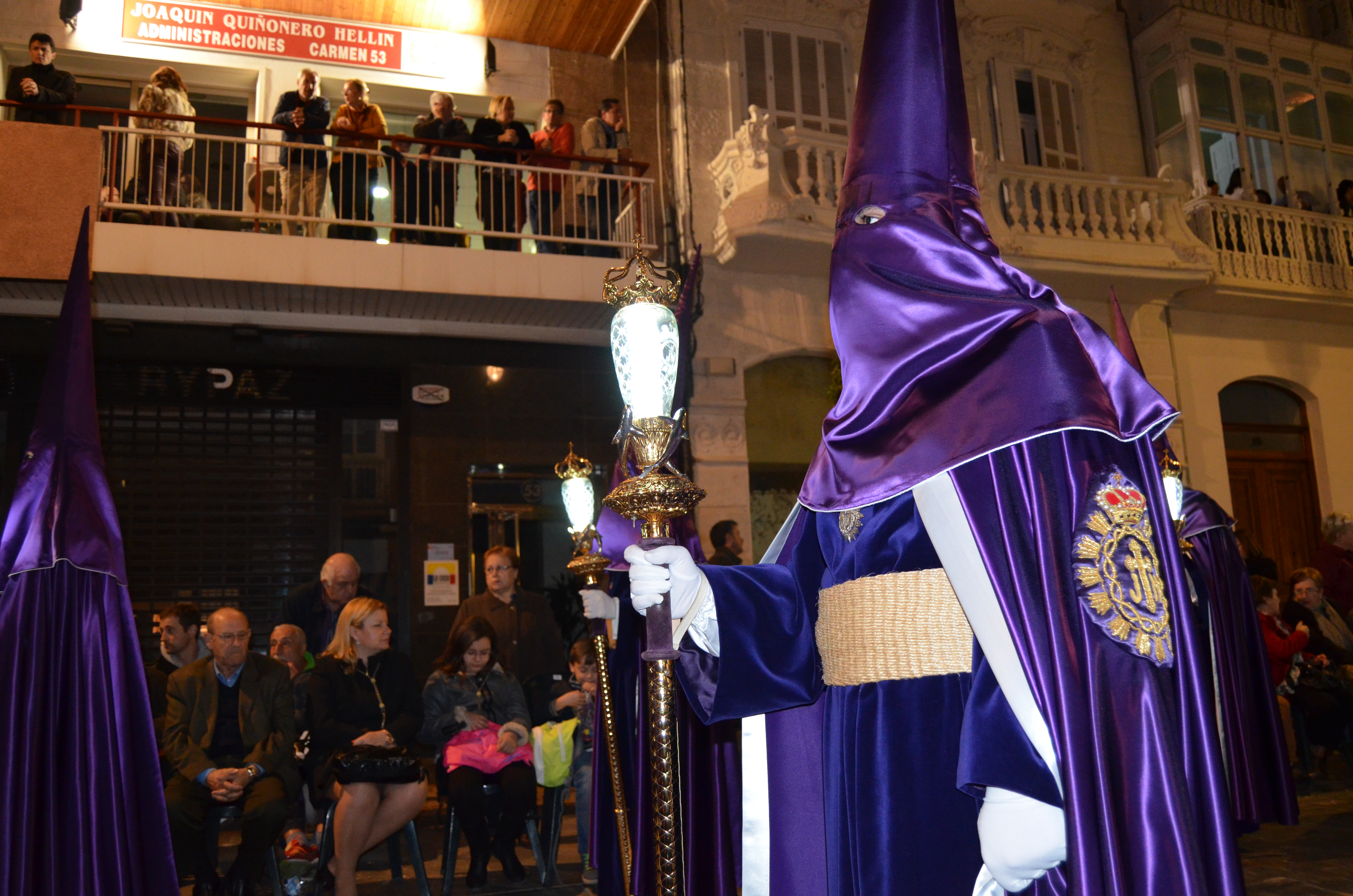
Penitentes del Tercio del Titular de la Cofradía: El Jesús Nazareno.

Es el caso de los bordados, realizados por lo general en hilo de oro sobre terciopelo o raso. En las procesiones cartageneras los penitentes suelen llevar bordado en un lado de la capa el escudo de la agrupación a la que pertenecen. Igualmente el cíngulo o fajín suele llevar bordados.
Cada uno de los tercios va precedido por un estandarte bordado (en Cartagena los estandartes suelen ser llamados también sudarios). La mayor parte de los existentes son obra de talleres locales durante el siglo XX, destacando la labor de dos bordadoras: Consuelo Escámez y Ana Vivancos. El estandarte de la cofradía es una réplica del original del siglo XVIII, que se conserva pero que por su delicado estado no es apropiado para procesionar. Algunos de estos estandartes han recibido Premios Nacionales de Artesanía, como es el caso del de la Virgen de la Piedad (obra de Ana Vivancos, Segundo Premio Nacional de Artesanía en 1953).
También en este apartado cabe mencionar los mantos y túnicas de las imágenes de vestir. Destacan fundamentalmente la túnica del Titular, NP Jesús, obra de Ana Vivancos, y el manto de la Virgen de la Soledad, obra de Consuelo Escámez, un manto de varios metros de longitud bordado en oro sobre terciopelo negro.

### Orfebrería
Los penitentes cartageneros llevan en sus manos hachotes que, en su mayor parte, se iluminan por un sistema eléctrico de baterías. Estos hachotes están labrados por orfebres de diversas procedencias españolas, y en algunos casos portan una réplica de la imagen a la que acompañan.
Todos los tronos son también obras de orfebrería. Destacan los dos realizados por la madrileña Casa Granda (Talleres de Arte, S. A.), en la que a comienzos del siglo XX y bajo la dirección del P. Félix Granda trabajó, entre otros, José Capuz. Se trata de los tronos de Jesús Nazareno y el Cristo Yacente, este último con una destacada representación de relieves y esculturas.

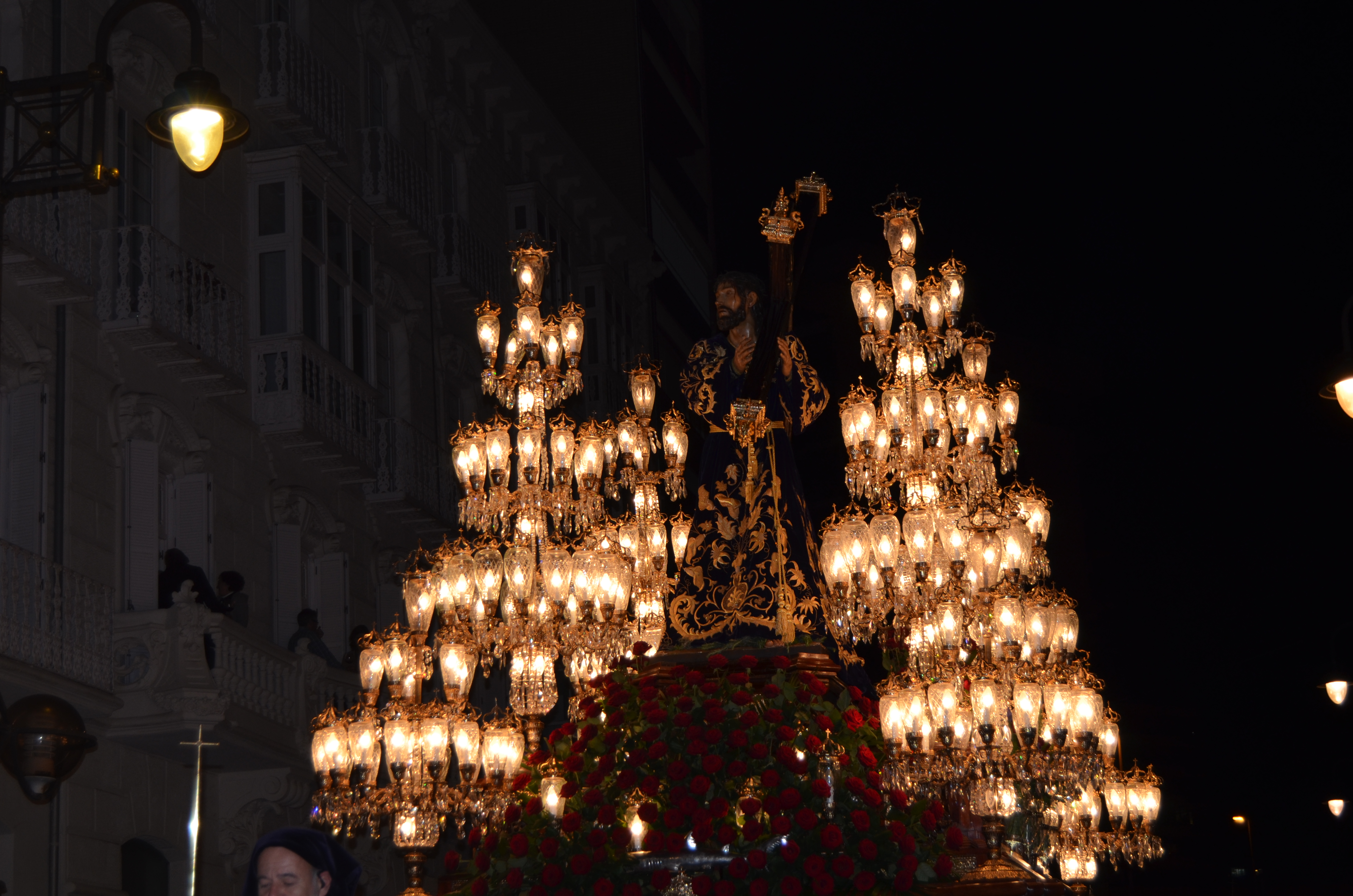
Trono del Jesús Nazareno en calle del Carmen.

Los tronos de la Santa Agonía y la Virgen de la Piedad están realizados en plata por la Casa Orrico, de Valencia. El de San Juan Evangelista es anterior a la Guerra Civil y obra del tallista local Aladino Ferrer.  

### Música
Cada uno de los tronos de la procesión del Santo Entierro va precedido por una banda de música, que desfila tras los tercios de penitentes y que, como es habitual en Cartagena, viste los colores de estos.
A lo largo de los años, la cofradía se ha hecho con un notable patrimonio musical que se puede escuchar cada Viernes Santo.
Aunque se interpretan marchas de procesión de uso común en toda España, como Nuestro Padre Jesús (Emilio Cebrián, 1935) existe un amplio patrimonio de marchas propias. Es el caso de Santa Agonía (José González, 1946), La Agonía (Alfredo Javaloyes, en torno a 1910), La Lanzada (José Torres Escribano, 1984), Descendimiento (Gregorio García Segura, 1979), Plegaria (José Torres Escribano, 1975), Caridad Chica (Francisco Grau), Santo Entierro (Guillermo Soto, 2003), Cristo Yacente (Julio Hernández Costa, 1926) o Virgen de la Soledad (Gregorio García Segura).

## Enlaces
- Cofradía de Nuestro Padre Jesús Nazareno (Marrajos)

- Datos: Q5575634